# Alberto Mackenna Subercaseaux
Alberto Mackenna Subercaseaux (Santiago de Chile, 1875-Íbid. 1952) fue un periodista, político y funcionario público chileno, de amplia trayectoria que influyó en el desarrollo de espacios públicos y la cultura del país.

## Biografía
Nació en Santiago el 8 de septiembre de 1875, miembro de una prominente familia, entre ellos su tío Benjamín Vicuña Mackenna. Realizó sus estudios en la Universidad de Chile. En 1901, fue comisionado por el Gobierno para recibir y traer a Chile, los modelos de escultura y arte industrial que sirvieron para la creación del Museo de Bellas Artes. En 1910, fue nombrado Comisario General de la Exposición Internacional de Bellas Artes. Entre 1921 y 1927, fue Intendente de Santiago, inspirador y ejecutor de las obras de transformación del cerro San Cristóbal. Desde 1933 -1939, sirvió el cargo de director del Museo Nacional de Bellas Artes.